# Lưỡng Quảng

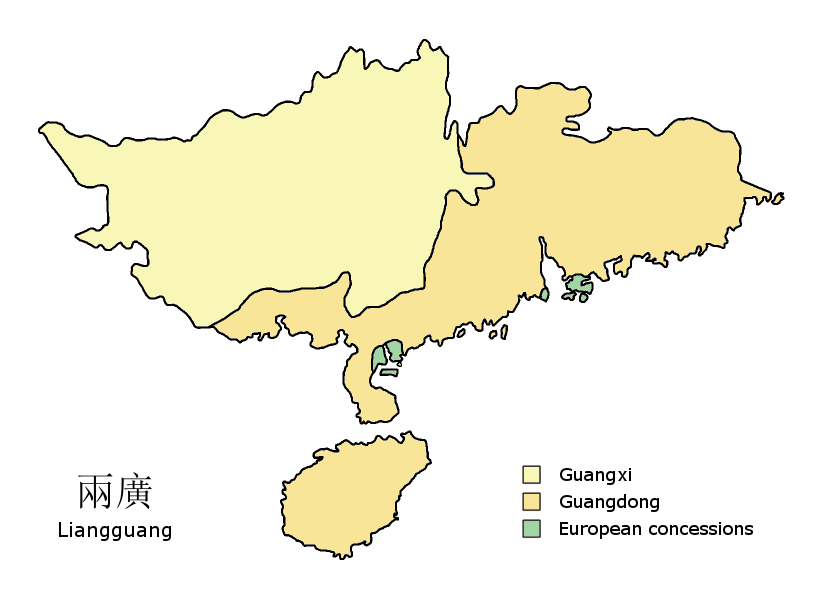
Sơ đồ vùng đất Lưỡng Quảng được vẽ vào năm 1900 - những năm cuối của nhà Thanh trước khi bị sụp đổ

Lưỡng Quảng (chữ Hán: 兩廣; bính âm: Liǎngguǎng; Phiên âm tiếng Quảng: loeng gwong; Phiên âm Bạch thoại: lióng-kńg) hay Nhị Quảng, là tên một vùng đất nằm ở phía nam Trung Quốc, tương ứng hai tỉnh Quảng Tây và Quảng Đông ngày nay.
Theo quan điểm của một bộ phận người Việt Nam, Lưỡng Quảng là lãnh thổ cổ xưa của họ. Vào cuối thế kỷ 18, vị vua Việt Nam Quang Trung đã công khai yêu sách chủ quyền lãnh thổ lịch sử này với nhà Thanh nhưng bị khước từ. Đại diện nhà Thanh là Tổng đốc Lưỡng Quảng lúc đó đã trả lời rằng biên giới đã định rõ. Tài liệu khác chỉ ra rằng, hoàng đế nhà Thanh là Càn Long đã đồng ý hôn nhân của Quang Trung với một công chúa nhà Thanh và chấp nhận nhượng Lưỡng Quảng nhưng cái chết của vua Quang Trung khiến hôn nhân lẫn việc nhượng lại lãnh thổ bị hủy bỏ.

## Địa lý - dân cư - văn hóa
Lưỡng Quảng là tên của một vùng đất Việt cổ mà ngày nay bao gồm tỉnh Quảng Đông, Khu tự trị Choang Quảng Tây và tỉnh Hải Nam, Đặc khu hành chính Hồng Kông và Đặc khu hành chính Ma Cao của Trung Quốc.
Lưỡng Quảng là vùng đất nằm trong phạm vi của các sắc dân Bách Việt, hoàn toàn khác biệt với Trung Quốc. Kể từ thời Tần và Hán trở về sau, các di dân từ phương Bắc mới di chuyển xuống phương Nam, cùng sống hòa lẫn với Bách Việt. Các di chỉ khảo cổ đã cho thấy sự khác biệt của hai bộ phận dân cư. Người Bách Việt sử dụng các công cụ lao động nổi bật: rìu vai kép, dao gọt, kiếm chuôi dẹt,...Trong đó, rìu xéo mũi dài hình bàn chân, rìu gót vuông hình hia, dao gặt bàn lưỡi có gân răng lược, dao găm chắn tay vểnh,...Dân cư sống bằng canh tác lúa nước, tín ngưỡng phồn thực, tạo và sử dụng trống đồng,...Sau khi trở thành lãnh thổ của Trung Quốc, quá trình Hán hóa mạnh mẽ ở khu vực này diễn ra.

## Lịch sử
Lưỡng Quảng là một phần của vùng đất Bách Việt rộng lớn. Trong đó, một phần lãnh thổ từng thuộc nước Nam Cương, một nhà nước cổ xưa do Thục Phán đứng đầu. Sau cuộc chiến với nhà Tần và Văn lang, Thục Phán thành lập nước Âu Lạc, bao gồm vùng lãnh thổ của Văn Lang cũ và lãnh thổ 9 xứ của nước Nam Cương. Năm 207 trước CN, sau khi đánh bại Thục Phán - An Dương Vương, Triệu Vũ Đế đã sáp nhập đất Âu Lạc vào Quận Nam Hải thành lập nước Nam Việt. Năm 111 trước CN, Nhà Triệu diệt vong, toàn bộ lãnh thổ Nam Việt thuộc về Nhà Hán. Đất Lưỡng Quảng lúc này nằm trong quận Giao Chỉ.
Nhà Hán sụp đổ vào năm 220, vào thời Tam quốc, cả lãnh thổ Âu Lạc cũ và Lưỡng Quảng thuộc Đông Ngô. Năm 226, nhà Ngô tách các quận Hợp Phố (thuộc Quảng Châu, Trung Quốc), Giao Chỉ, Cửu Chân, Nhật Nam thành lập Giao Châu. Năm 263, Lã Hưng, một tướng của Đông Ngô nổi dậy diệt Thái thú Giao Châu, lấy đất Giao Châu sáp nhập vào Tây Tấn. Năm 264, Ngô Vương Tôn chia Giao Châu (gồm đất Âu Lạc cũ và một phần đất Quảng Đông, Quảng Tây của Trung Quốc) thành Quảng Châu (đất Lưỡng Quảng) và Giao Châu. Giao Châu từ đó thu hẹp trong phạm vi lãnh thổ nước Âu Lạc cũ, thành Long Biên (Từ Sơn, Bắc Ninh) là châu lị. Năm 271, sau khi diệt Lã Hưng, nhà Ngô đặt thêm quận Cửu Đức (được tách từ một bộ phận ở phía Nam quận Cửu Châu tương ứng với huyện Hàm Hoan cũ). Quận Cửu Đức gồm sáu huyện thuộc hầu hết đất đai hai tỉnh Nghệ An và Hà Tĩnh ngày nay.
Từ năm 280, Tây Tấn diệt hẳn Đông Ngô, đất Giao Châu lại thuộc về Tây Tấn. Nhà Tây Tấn đặt quan Thứ sử cai trị Giao Châu và quan Thái thú ở bảy quận của Giao Châu là: Hợp Phố, Vũ Bình, Tân Xương, Giao Châu, Cửu Đức, Nhật Nam (lúc này Nhật Nam chỉ còn đất từ Quảng Bình đến Quảng Trị). Nhà Tấn mở rộng thêm địa giới quận Cửu Đức đến Hoành Sơn, đặt thêm huyện Nam Lăng và huyện Đô Giao tương ứng với các huyện Nghi Xuân, Hương Sơn, Hương Khê, Thạch Hà thuộc tỉnh Hà Tĩnh ngày nay.
 
Sau khi nhà Tấn suy sụp, ở Trung Quốc diễn ra cục diện Nam - Bắc triều. Giao Châu đặt dưới ách đô hộ của Nam triều gồm các triều Tống, Tề, Lương, Trần: Khoảng đầu thế kỷ V, Giao Châu bị Nhà Tống thống trị, năm 470 Nhà Tống tách Hợp Phố sáp nhập vào nội địa Trung Quốc, bản đồ Giao Châu còn lại trong phạm vi vùng Bắc Bộ và Bắc Trung Bộ ngày nay, vùng Nghệ An, Hà Tĩnh vẫn gọi là Cửu Đức; năm 479, nhà Tề thay thế nhà Tống; năm 505, Giao Châu thuộc nhà Lương; năm 523 nhà Lương đặt Ái Châu ở Thanh Hoá, đổi quận Cửu Đức thành Đức Châu, đặt thêm hai huyện mới là Lợi Châu và Minh Châu, năm 535 đặt thêm một châu mới là Hoàng Châu (Quảng Ninh).
Năm 618, nhà Tuỳ sụp đổ, nhà Đường thay nhà Tuỳ trị vì Trung Hoa. Thái thú Giao Châu của nhà Tuỳ thần phục nhà Đường, từ đó đến năm 904, Giao Châu bị nhà Đường đô hộ. Nhà Đường đổi các quận thành châu như cũ. Năm 622, đổi Giao Châu thành An Nam Tổng Quản Phủ. Năm 679 lại đổi thành An Nam Đô Hộ Phủ, chia thành 12 châu:
- - Có 3 châu là Giao Châu, Phong Châu, Trường Châu (Bắc Bộ Việt Nam ngày nay);
- - Có 4 châu là Thang Châu, Chi Châu, Vũ Nga Châu, Vũ An Châu (Quảng Đông, Quảng Tây ngày nay);
- - Có 4 châu là Ái Châu, Phúc Lộc Châu, Diễn Châu, Hoan Châu (Bắc Trung Bộ Việt Nam ngày nay);
- - Lục Châu (thuộc đất Trung Quốc và vùng Quảng Ninh).

Năm 757, do tình hình rối loạn ở Trung Quốc, nhiều cuộc nổi dậy của nhân dân đánh phá các châu huyện, nhà Đường đã đổi An Nam Đô Hộ Phủ thành Trấn Nam Đô Hộ Phủ, đến năm 768 lại đổi thành An Nam Đô Hộ Phủ như cũ. Năm 863, Nhà Đường bãi bỏ phủ đô hộ. Đến năm 866, sau khi đánh bại được quân Nam Chiếu, chiếm lại thành Tống Bình, phủ đô hộ mới được đặt lại ở đây.
Năm 938, Ngô Quyền lãnh đạo người dân vùng Âu Lạc cũ đánh bại quân Nam Hán. Mặc dù giải phóng một vùng đất rộng lớn, nhưng Ngô Quyền không đem quân tiến đánh lên phía bắc nên không giải phóng được vùng đất Lưỡng Quảng. Từ đó trở đi, Lưỡng Quảng vĩnh viễn không phải là một phần của Đại Việt độc lập.
Sau khi đại thắng quân Thanh năm 1789, vua Quang Trung đặc phái một sứ bộ sang Bắc Kinh năm 1792. Tướng Vũ Văn Dũng là chánh sứ cùng 2 ông nghè Ngô Thời Nhiệm, Phan Huy Ích dùng Kinh Thư và Sử Trung Quốc với 3 tấc lưỡi "xin lại tượng trưng" 2 tỉnh Quảng Đông, Quảng Tây của tổ tiên và xin cưới một công chúa Mãn Thanh cho vua Quang Trung. Việc chưa thành thì vua Quang Trung đột ngột qua đời.

### Sách
- Nguyễn Trãi, Mai Quốc Liên (1999). Nguyễn Trãi toàn tập, tân biên, tập 1. Trung tâm nghiên cứu quốc học & Nhà xuất bản Văn học.
- Phạm Văn Sơn (1959). Việt sử tân biên, tập 3-4. Nhà xuất bản Văn hóa Á châu.
- Quốc sử quán triều Nguyễn (1997). Đại Nam chính biên liệt truyện, Tập 2. Nhà xuất bản Thuận Hóa.
- Trần Mạnh Thường, Nguyễn Minh Tiến (2005). Việt Nam - Văn hóa và du lịch. Nhà xuất bản Thông tấn.
- Vĩnh Cao (2001). Từ Lâm Hán Việt từ điển. Nhà xuất bản Thuận Hóa.